# Johann Martin Schleyer
Johann Martin Schleyer (Oberlauda, 18 de julho de 1831 – 16 de agosto de 1912) foi um clérigo católico alemão que inventou o idioma artificial denominado volapuque.

## Biografia
O seu nome de batismo era simplesmente "Martin Schleyer", tendo adicionado o nome "Johann", sem registo oficial, em honra do seu padrinho.